# Тисно
Тисно (хорв. Tisno) — населений пункт і громада в Шибеницько-Книнській жупанії Хорватії.

## Населення
Населення громади за даними перепису 2011 року становило 3 094 осіб. Населення самого поселення становило 1 287 осіб.
Динаміка чисельності населення громади:
Динаміка чисельності населення центру громади:

## Населені пункти
Крім поселення Тисно, до громади також входять: 
- Бетина
- Дазлина
- Дубрава-код-Тисна
- Єзера

## Клімат
Середня річна температура становить 15,44 °C, середня максимальна – 27,31 °C, а середня мінімальна – 4,26 °C. Середня річна кількість опадів – 735 мм.
| Клімат поселення                              | Клімат поселення | Клімат поселення | Клімат поселення | Клімат поселення | Клімат поселення | Клімат поселення | Клімат поселення | Клімат поселення | Клімат поселення | Клімат поселення | Клімат поселення | Клімат поселення | Клімат поселення |
| Показник                                      | Січ.             | Лют.             | Бер.             | Квіт.            | Трав.            | Черв.            | Лип.             | Серп.            | Вер.             | Жовт.            | Лист.            | Груд.            |                  |
| Середній максимум, °C                         | 11,49            | 11,51            | 13,28            | 16,55            | 21,24            | 25,13            | 27,31            | 27,00            | 22,94            | 19,77            | 15,04            | 12,23            |                  |
| Середня температура, °C                       | 7,88             | 7,90             | 9,66             | 12,94            | 17,64            | 21,53            | 24,54            | 24,24            | 20,19            | 17,00            | 12,28            | 9,49             |                  |
| Середній мінімум, °C                          | 4,26             | 4,30             | 6,05             | 9,33             | 14,02            | 17,91            | 21,80            | 21,49            | 17,44            | 14,24            | 9,50             | 6,73             |                  |
| Норма опадів, мм                              | 66               | 57               | 61               | 62               | 51               | 47               | 26               | 41               | 77               | 81               | 89               | 77               |                  |
| Середньомісячна швидкість вітру, м/с          | 3.06             | 3.17             | 3.30             | 3.13             | 2.71             | 2.50             | 2.53             | 2.40             | 2.69             | 2.81             | 3.41             | 3.31             |                  |
| Середньомісячна сонячна радіація, кДж/м²·день | 5231             | 7996             | 11780            | 16678            | 20812            | 23442            | 24904            | 21800            | 16004            | 10324            | 5738             | 4477             |                  |
| --------------------------------------------- | ---------------- | ---------------- | ---------------- | ---------------- | ---------------- | ---------------- | ---------------- | ---------------- | ---------------- | ---------------- | ---------------- | ---------------- | ---------------- |
| Джерело:                                      |                  |                  |                  |                  |                  |                  |                  |                  |                  |                  |                  |                  |                  |